# Quân khu Quảng Châu

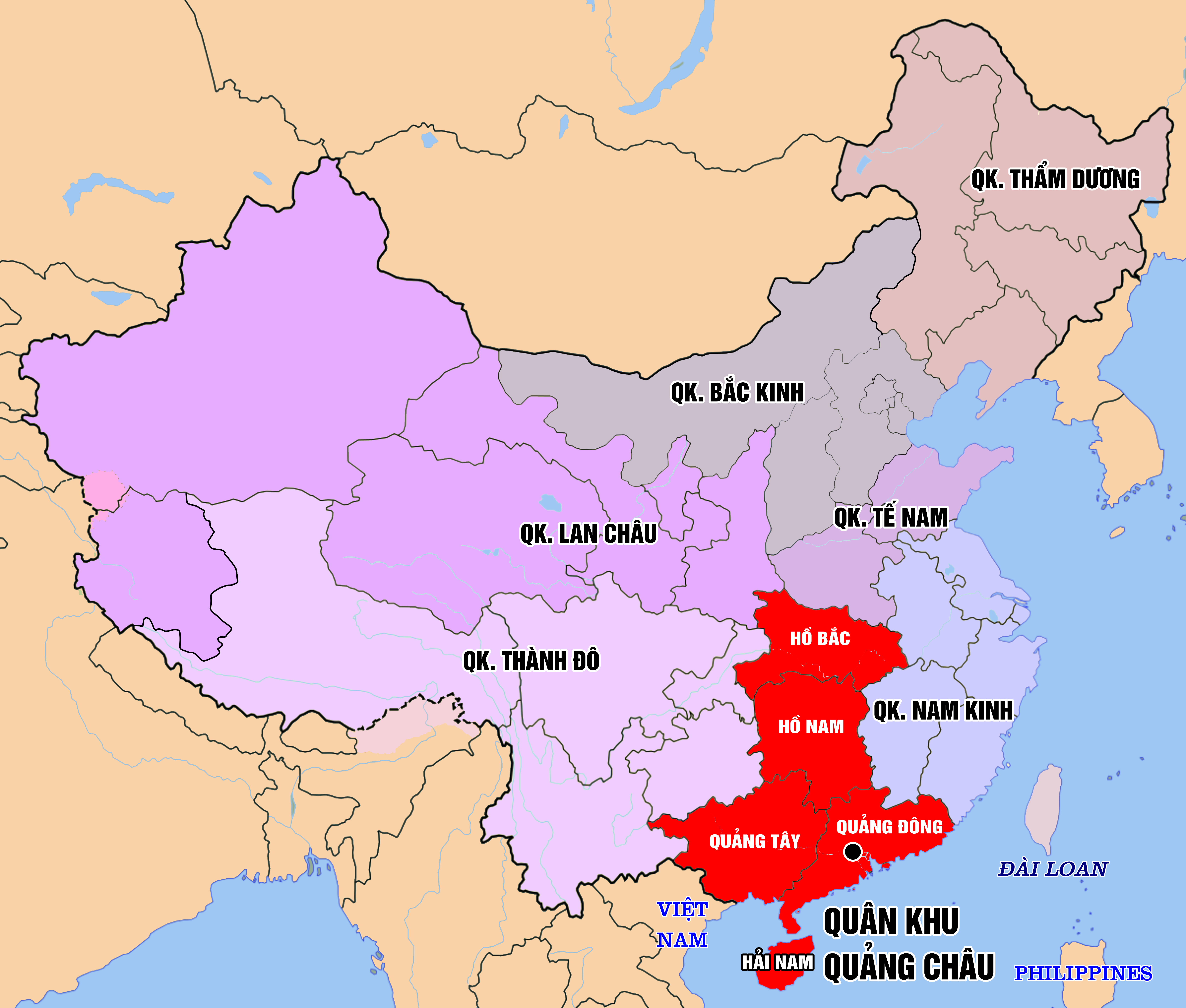
Quân khu Quảng Châu

Quân khu Quảng Châu (tiếng Trung: 广州军区, bính âm: guǎngzhōu jūnqū; Việt bính: gwong2zau1 gwan1keoi1) là một trong bảy đại Quân khu của Quân Giải phóng Nhân dân Trung Quốc. Quân khu này nằm ở phía nam của Cộng hòa Nhân dân Trung Hoa. Tháng 5 năm 1949, Quân khu Hoa Trung được thành lập. Tháng 3 năm 1955, quân khu này đã được chia làm hai quân khu Quảng Châu và Vũ Hán. Khi Quân khu Vũ Hán đã giải thể vào tháng 8 năm 1985, tỉnh Hồ Bắc thuộc Quân khu này được sáp nhập vào Quân khu Quảng Châu.
Thẩm quyền của quân khu này bao gồm tất cả quân đội cảnh sát vũ trang tại các tỉnh Quảng Đông, khu tự trị dân tộc Choang Quảng Tây, tỉnh Hồ Nam, tỉnh Hồ Bắc, tỉnh Hải Nam, Hồng Kông và Ma Cao, phụ trách phòng tuyến phía Nam, gồm hướng Việt Nam và vùng Đông Nam duyên hải Trung Quốc. Tổng binh lực ước tính khoảng 28 vạn binh sĩ, chỉ sau mỗi Quân khu Bắc Kinh, ngang với Quân khu Lan Châu phòng thủ phòng tuyến Tây Bắc, hướng Ấn Độ.
Từ ngày 1 tháng 2 năm 2016, Đại Quân khu Quảng Châu bị giải thể, hợp với một phần Đại Quân khu Thành Đô cũ để thành lập Chiến khu Nam bộ.

## Biên chế
Các đơn vị tác chiến chủ lực gồm có:
- Tập đoàn quân 41
  - Sư đoàn 123 bộ binh cơ giới hạng nặng
  - Lữ đoàn 121 bộ binh sơn cước
  - Lữ đoàn 122 bộ binh cơ giới
  - Lữ đoàn 15 thiết giáp
  - Lữ đoàn pháo binh　
  - Lữ đoàn phòng không
- Tập đoàn quân 42
  - Lữ đoàn tác chiến điện tử
  - Lữ đoàn 6 hàng không lục quân
  - Lữ đoàn tác chiến đặc biệt
  - Lữ đoàn 124 cơ giới thủy bộ
  - Lữ đoàn 163 bộ binh cơ giới
  - Lữ đoàn dã chiến sơn cước
  - Lữ đoàn 16 thiết giáp
  - Lữ đoàn 1 pháo binh　
  - Lữ đoàn tên lửa tầm xa
  - Lữ đoàn phòng không
- Bộ đội đồn trú Hồng Kông
- Bộ đội đồn trú Ma Cao

## Lãnh đạo qua các thời kỳ

### Tư lệnh
- Hoàng Vĩnh Thắng 3/1955 －3/1968
- Lý Thiên Hựu（quyền Tư lệnh）
- Đinh Thịnh
- Hứa Thế Hữu 12/1973－1/1980
- Ngô Khắc Hoa 1/1980－10/1982
- Vưu Thái Trung 10/1982－12/1987
- Trương Vạn Niên
- Lưu Tồn Trí（quyền Tư lệnh）
- Chu Đôn Pháp
- Lý Hi Lâm
- Đào Bách Quân
- Lưu Trấn Vũ
- Chương Thấm Sinh
- Từ Phấn Lâm

### Chính ủy
- Đào Chú
- Lưu Hưng Nguyên
- Vi Quốc Thanh
- Triệu Tử Dương
- Khổng Thạch Tuyền
- Nhậm Tư Trung
- Vi Tổ Trân
- Hoa Quốc Phong
- Khổng Thạch Tuyền（Chính ủy đệ Nhị）
- Triệu Tử Dương
- Trương Bình Hóa
- Khổng Thạch Tuyền
- Hướng Trọng Hoa
- Tập Trọng Huân
- Vương Mãnh
- Trương Trọng Tiên
- Sử Ngọc Hiếu
- Lưu Thư Điền
- Dương Đức Thanh
- Trương Dương
- Ngụy Lượng